# Words Without Borders
Words Without Borders (WWB) è una rivista statunitense online nata nel 2003, specializzata nella traduzione, pubblicazione e promozione degli autori più significativi della letteratura mondiale (la maggioranza dei quali di solito non di facile fruizione per i lettori di lingua inglese).

## Storia editoriale
Oltre a pubblicare brani selezionati di prosa o poesia sul web, WWB organizza incontri speciali per mettere in contatto gli autori stranieri con il pubblico, sviluppa materiale didattico per scuole e università, e sta peraltro allestendo un online resource center di scrittura contemporanea mondiale. Partner del Center for Literary Translation della Columbia University, è supportato dalla National Endowment for the Arts, la New York State Council on the Arts e il New York Council for the Humanities. La founding editor è Alane Salierno Mason, traduttrice americana di Elio Vittorini.
David Orr, sul New York Times, ricorda "intelligence and idealism" di WWB come giornale online capace di sviluppare e tradurre i più originali contenuti della letterature extra-statunitensi, comprese quelle africane ed asiatiche.